# مات جونز (لاعب هوكي الجليد)
مات جونز (بالإنجليزية: Matt Jones)‏ هو لاعب هوكي الجليد أمريكي، ولد في 8 أغسطس 1983 في دانرز غروف في الولايات المتحدة.

## وصلات خارجية
- مات جونز على موقع دوري الهوكي الوطني (الإنجليزية)
- مات جونز على موقع EliteProspects.com (الإنجليزية)
- مات جونز على موقع HockeyDB.com (الإنجليزية)
- مات جونز على موقع Hockey-Reference.com (الإنجليزية)